# سنت‌النا
سنت‌النا (به ایتالیایی: Sant'Elena) یک کومونه در ایتالیا است که در استان پادووا واقع شده‌است. سنت‌النا ۸٫۹ کیلومتر مربع مساحت و ۱٬۹۲۵ نفر جمعیت دارد.